# Rue Neuve-de-la-Chardonnière
La rue Neuve-de-la-Chardonnière est une voie du 18e arrondissement de Paris, en France.

## Situation et accès
La rue Neuve-de-la-Chardonnière est une voie publique située dans le 18e arrondissement de Paris. Elle débute au 50, rue du Simplon et se termine au 41 bis, rue Championnet.

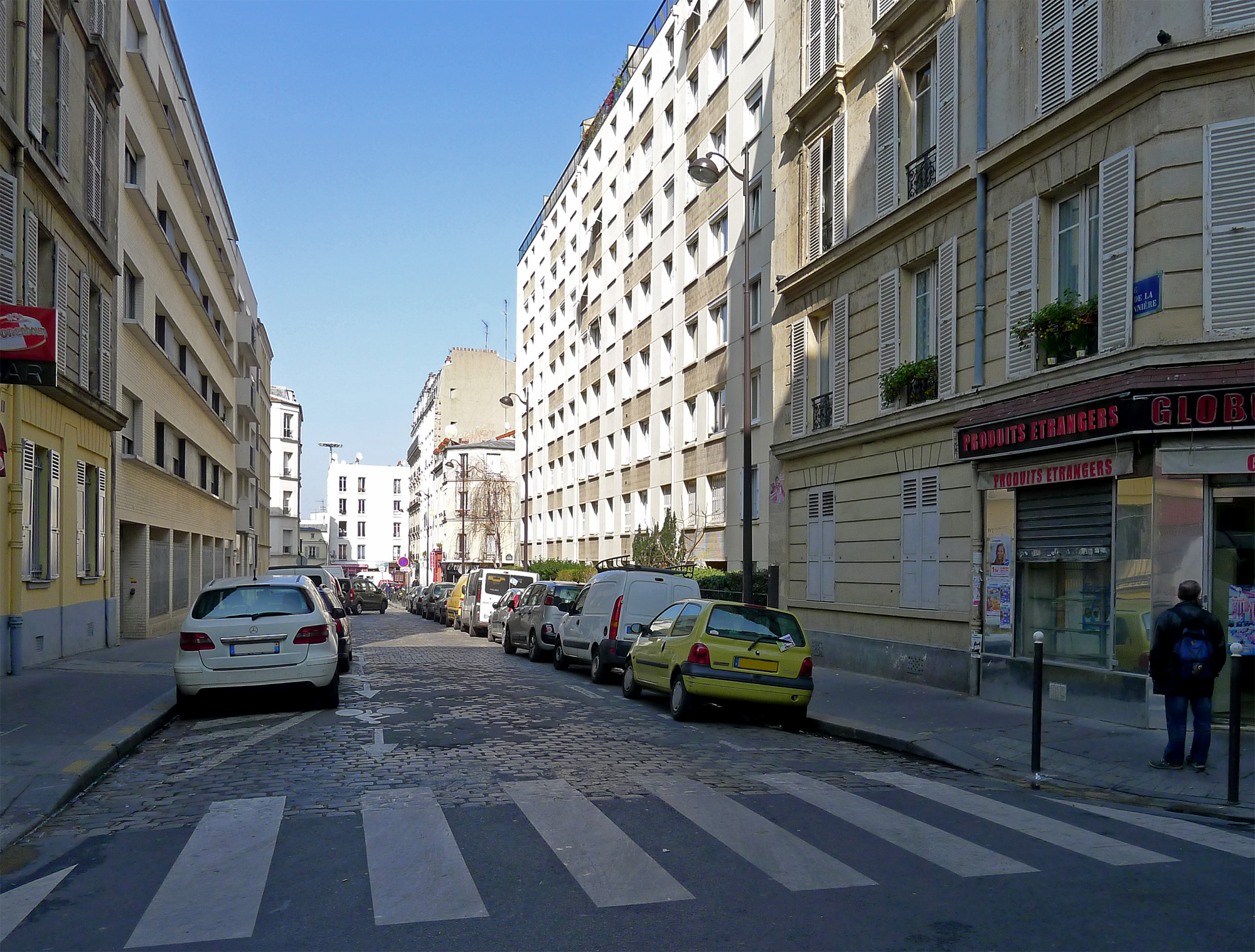
Autre vue de la rue.

## Origine du nom
Elle porte le nom d'un ancien lieu-dit appelé « la Chardonnière ».

## Historique
Cette rue, ouverte en 1880 est située sur le territoire de l'ancien village de Clignancourt, où passait un chemin portant le même nom ; elle est classée dans la voirie parisienne par un arrêté du 9 juin 1931.